# Лорх (Вюртемберг)
Лорх (нем. Lorch) — город в Германии, в земле Баден-Вюртемберг.
Подчинён административному округу Штутгарт. Входит в состав района Восточный Альб. Население составляет 11 074 человека (на 31 декабря 2010 года). Занимает площадь 34,28 км². Официальный код — 08 1 36 042.
Город подразделяется на 4 городских района.

## Фотографии

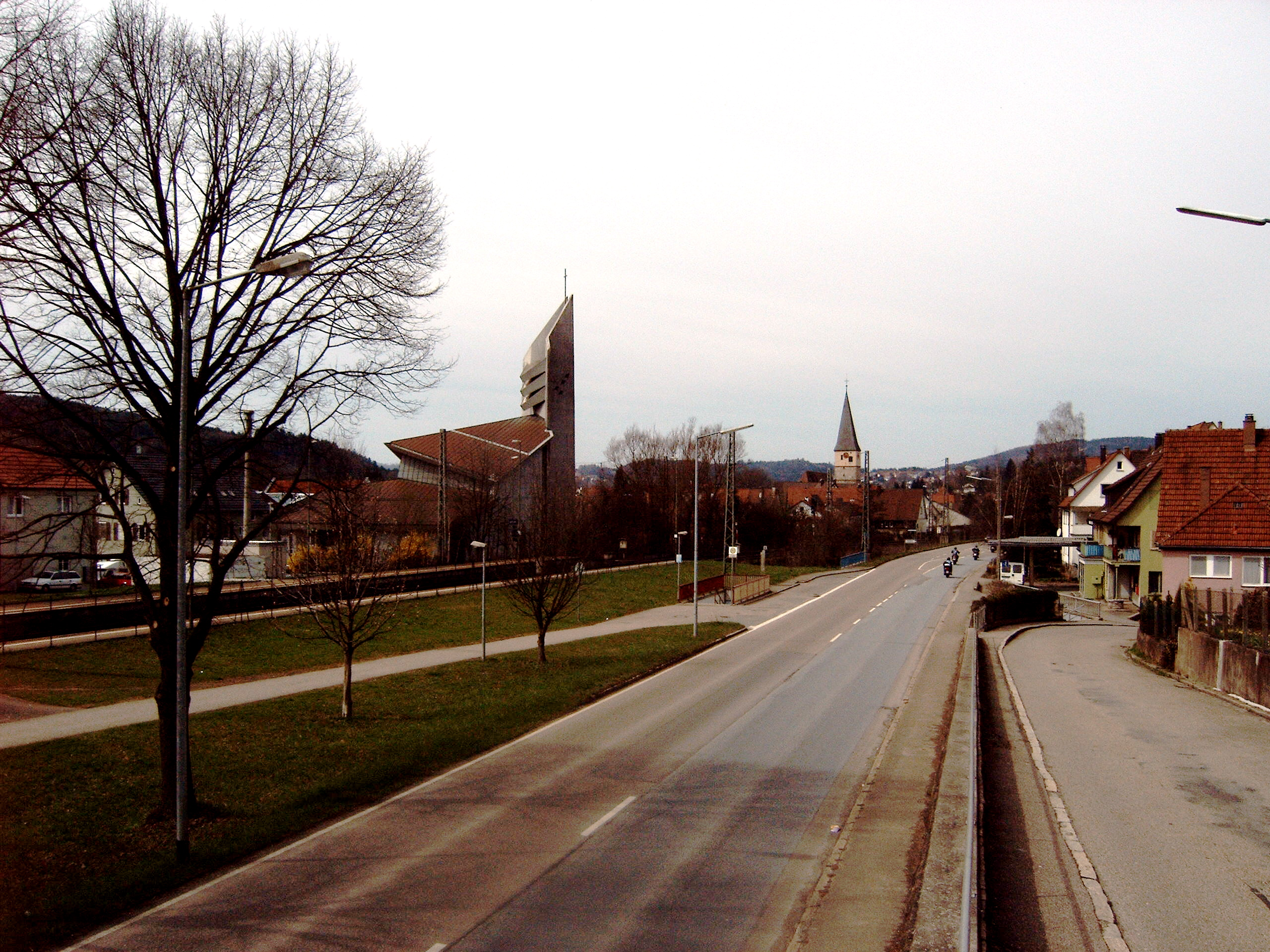
Церковь
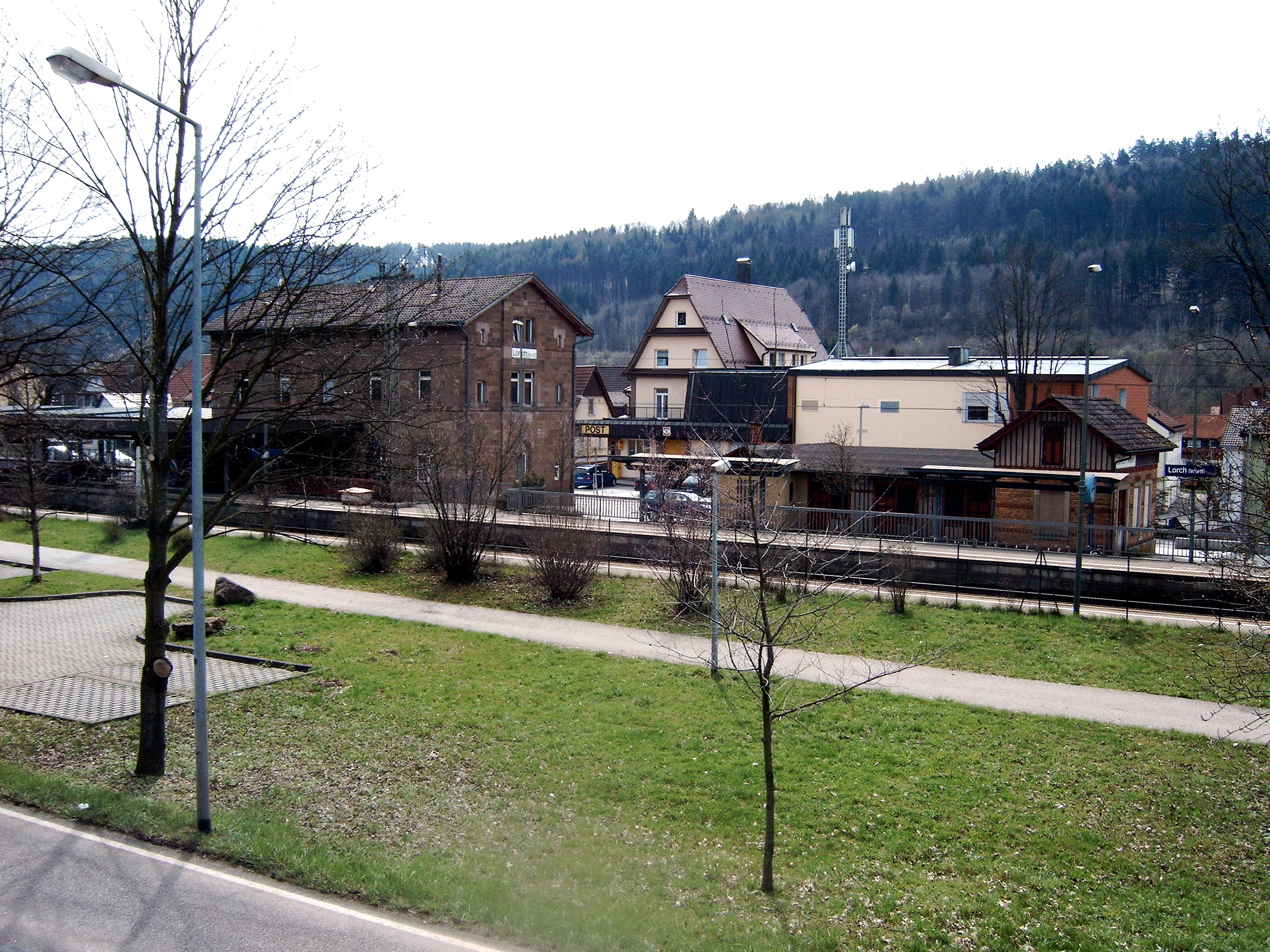
Вокзал
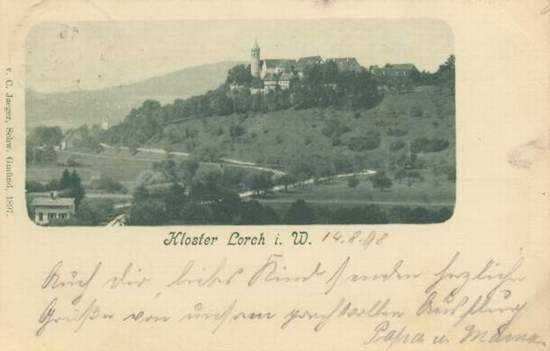
Монастырь
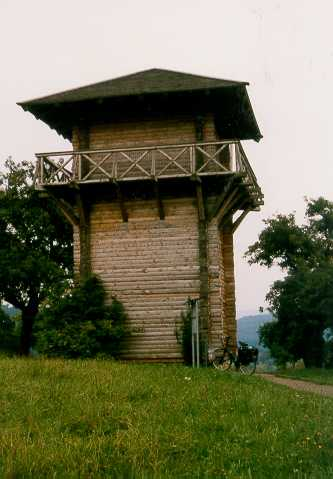
Реконструкция башни древнеримского лимеса